# Землетрус 20 червня 1894 року (Токіо)
Землетрус «Мейзі» (яп. 明治東京地震) — сильний землетрус у 6,6 балів за шкалою Ріхтера, що стався 20 червня 1894 року о 14:04 годині за японським часом, у Токіо, зачепивши при цьому й сусідню префектуру Канаґава. Кількість загиблих — 31 особа.